# 1868 no jornalismo
Nesta página encontrará referências aos acontecimentos directamente relacionados com o jornalismo ocorridos durante o ano de 1868.

## Eventos
- 1 de dezembro — Início da publicação no Porto (Portugal) do jornal diário "O Primeiro de Janeiro". Continua a ser publicado.
- Fim da publicação do semanário ilustrado "Arquivo Pitoresco" em Lisboa. Foi publicado desde 1857.[1]

## Nascimentos
| Data           | Nome                         | Profissão                                     | Nacionalidade                              | Observações | Ref   |
| -------------- | ---------------------------- | --------------------------------------------- | ------------------------------------------ | ----------- | ----- |
| 22 de abril    | João Duarte de Meneses       | advogado, jornalista e político               | Reino Unido de Portugal, Brasil e Algarves | m. 1918     | [ 2 ] |
| 1 de maio      | Afonso Arinos de Melo Franco | jornalista, escritor e jurista. Membro da ABL | Brasil                                     | m. 1916     |       |
| 19 de outubro  | Pedro Rabelo                 | jornalista, contista e poeta. Membro da ABL   | Brasil                                     | m. 1905     |       |
| 13 de dezembro | Caldas Júnior                | jornalista e empresário                       | Brasil                                     | m. 1913     |       |

## Mortes
| Data | Nome | Profissão | Nacionalidade | Observações | Ref |
| ---- | ---- | --------- | ------------- | ----------- | --- |